# Marlene VerPlanck
Marlene VerPlanck (* 11. November 1933 als Marlene Pampinella in Newark, New Jersey; † 14. Januar 2018) war eine US-amerikanische Jazzsängerin.

## Leben und Wirken
Marlene VerPlanck, Witwe des 2009 verstorbenen Arrangeurs und Bandleaders Billy VerPlanck, wuchs in Newark auf. Ein frühes Vorbild war Frank Sinatra. Mit 19 Jahren begann sie ihre Karriere als Sängerin, als sie Bandvokalistin in den Orchestern von Tex Beneke und Charlie Spivak war. 1955 arbeitete sie mit Hank Jones, Herbie Mann, Joe Wilder, Wendell Marshall und Kenny Clarke, mit denen sie für Savoy Records ihr Album I Think of You with Every Breath I Take  einspielte. Billy VerPlanck lernte sie bei Spivak kennen; die beiden wechselten dann gemeinsam zum Dorsey Brothers Orchestra. Nach Tommy Dorseys Tod im Jahr 1956 blieben die VerPlancks in New York City, um als Studiomusiker für Frank Sinatra, Perry Como, Tony Bennett, Antônio Carlos Jobim, später auch für Blood, Sweat & Tears und die Band Kiss zu arbeiten. In den 1960er Jahren wurde sie in den Vereinigten Staaten vor allem durch Werbe-Jingles für Zigaretten, Dosensuppen und Bier  populär.
In späteren Jahren zog das Paar nach Clifton, um an eigenen Projekten zu arbeiten; das erste gemeinsame Album war 1968 A Breath of Fresh Air. 1976 arbeitete sie mit dem Komponisten/Pianisten Loonis McGlohon, mit dem sie in Alec Wilders Radioshow American Popular Song gastierte. Anschließend entstand das Album Marlene VerPlanck Sings Alec Wilder. Nach Wilders Tod trat sie in der Radioshow The American Popular Singers auf, die von McGlohon und Eileen Farrell moderiert wurde. In den 1990er Jahren nahm sie auch Alben in London und mit Claude Tissendiers Saxomania in Frankreich auf. Außerdem trat VerPlanck in New York City in der Carnegie Hall und im Rainbow Room, in Clubs wie Michael’s Pub, aber auch in verschiedenen Fernsehshows wie The Today Show auf. Ihr Album My Impetuous Heart (2000) spielte sie mit Hank Jones, George Shearing, Marian McPartland und Bucky Pizzarelli ein.